# Cerkiew Świętego Mikołaja w Kotorze
Cerkiew Świętego Mikołaja w Kotorze (czarn. Crkva Svetog Nikole, serb. Црква Светог Николе) – świątynia prawosławna (cerkiew) z początku XX wieku, należąca do Metropolii Czarnogóry i Przymorza Serbskiego Kościoła Prawosławnego, znajdująca się w północnej części Starego Miasta w Kotorze, w południowo-zachodniej Czarnogórze.

## Historia
W miejscu współczesnej cerkwi do końca XVIII wieku znajdował się klasztor zakonu dominikanów, który w 1808 roku, wraz z podbojem regionu Boki Kotorskiej przez Napoleona, przekształcony został w koszary. Część terenu obok dawnego klasztoru przekazano celem budowy nowej świątyni Kościołowi prawosławnemu, który dysponował dotąd jedynie niewielką cerkwią św. Łukasza. Nowa cerkiew, której nadano wezwanie św. Mikołaja, została oddana do użytku w 1810 roku.
W 1896 roku zarówno koszary, jak i cerkiew św. Mikołaja uległy zniszczeniu w wyniku pożaru. W 1902 roku na fundamentach spalonej świątyni rozpoczęto budowę nowej cerkwi, której projekt wykonał znany architekt Ćiril Iveković. Prace ukończono w 1909 roku – daty rozpoczęcia i zakończenia budowy znajdują się na fasadzie budynku.
W 2009 roku odbyły się huczne obchody 200-lecia powstania pierwszej cerkwi św. Mikołaja, 100. rocznicy wzniesienia nowej świątyni i 170 lat Serbskiego Towarzystwa Śpiewaczego „Jedinstvo”. Z tej okazji budynek został odnowiony.

## Architektura i wyposażenie

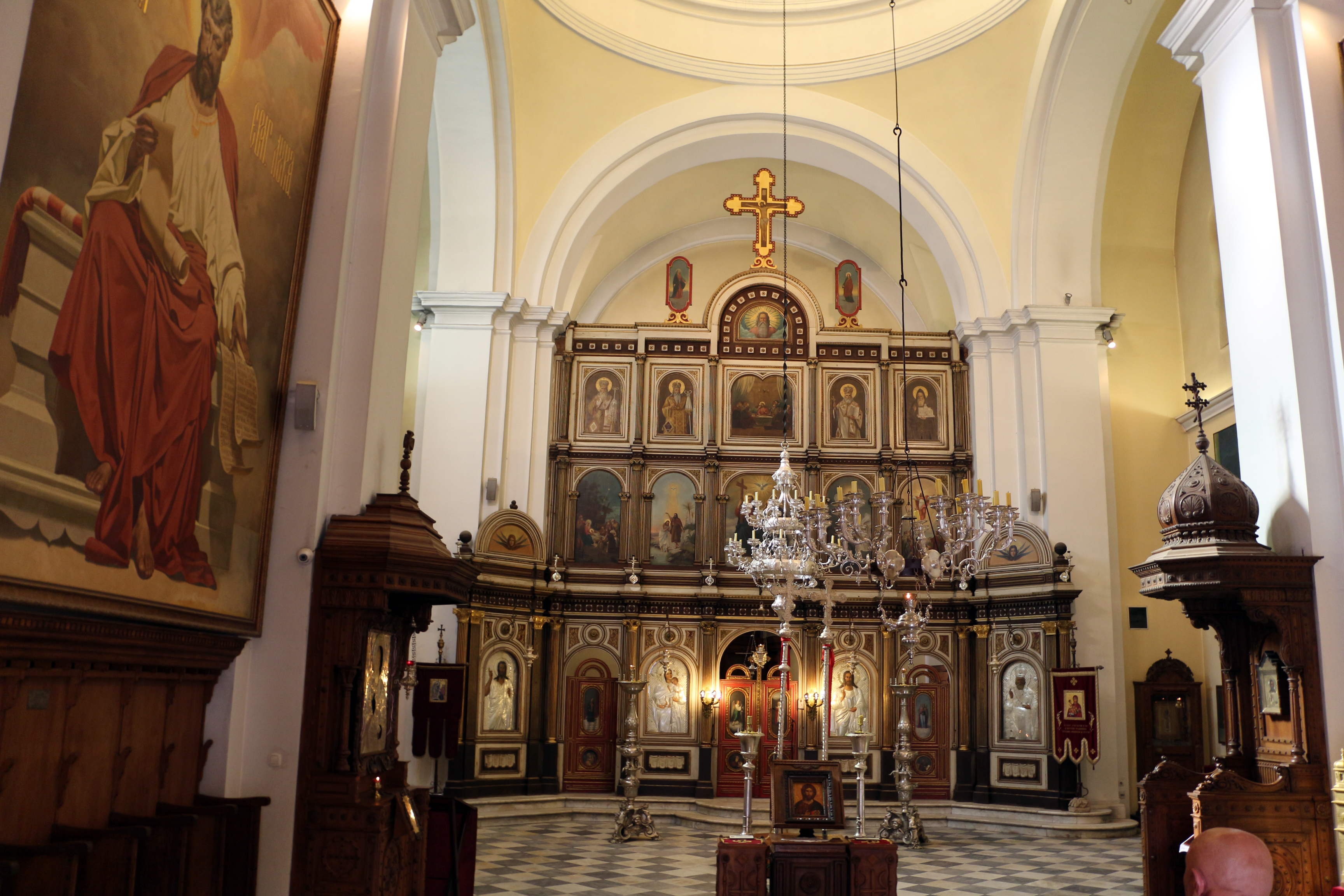
Wnętrze świątyni z ikonostasem (2015)

Świątynia nieorientowana, jednonawowa, wzniesiona w stylu neobizantyńskim, z dwiema dzwonnicami krytymi cebulastymi hełmami w fasadzie głównej.
Cerkiew słynie z bogatej kolekcji ikon, spośród których Trójręka Ikona Matki Bożej (Trojeručica) jest szczególnie czczona przez Serbów. We wnętrzu świątyni znajduje się bogato zdobiony, ukończony w 1908 roku ikonostas, zbiór dokumentów i ksiąg kościelnych, kolekcja szat liturgicznych, wyrobów artystycznych oraz kosztowności przekazanych Kościołowi głównie przez zamożne kotorskie rodziny.
W 2022 roku cerkiew św. Mikołaja była jedyną cerkwią prawosławną w Kotorze, w której codziennie odprawiane były nabożeństwa.

## Galeria

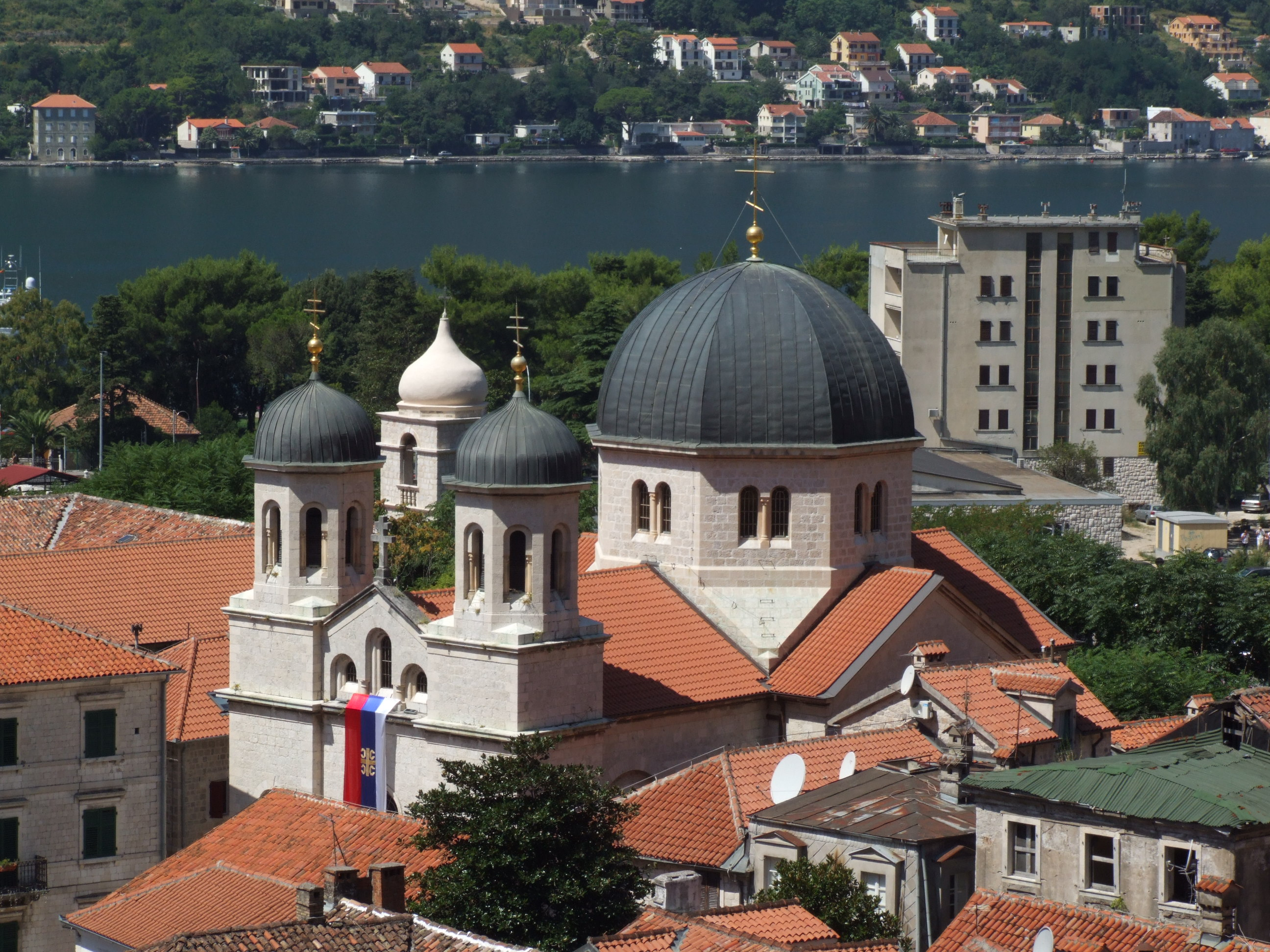
Cerkiew św. Mikołaja z lotu ptaka (2010)
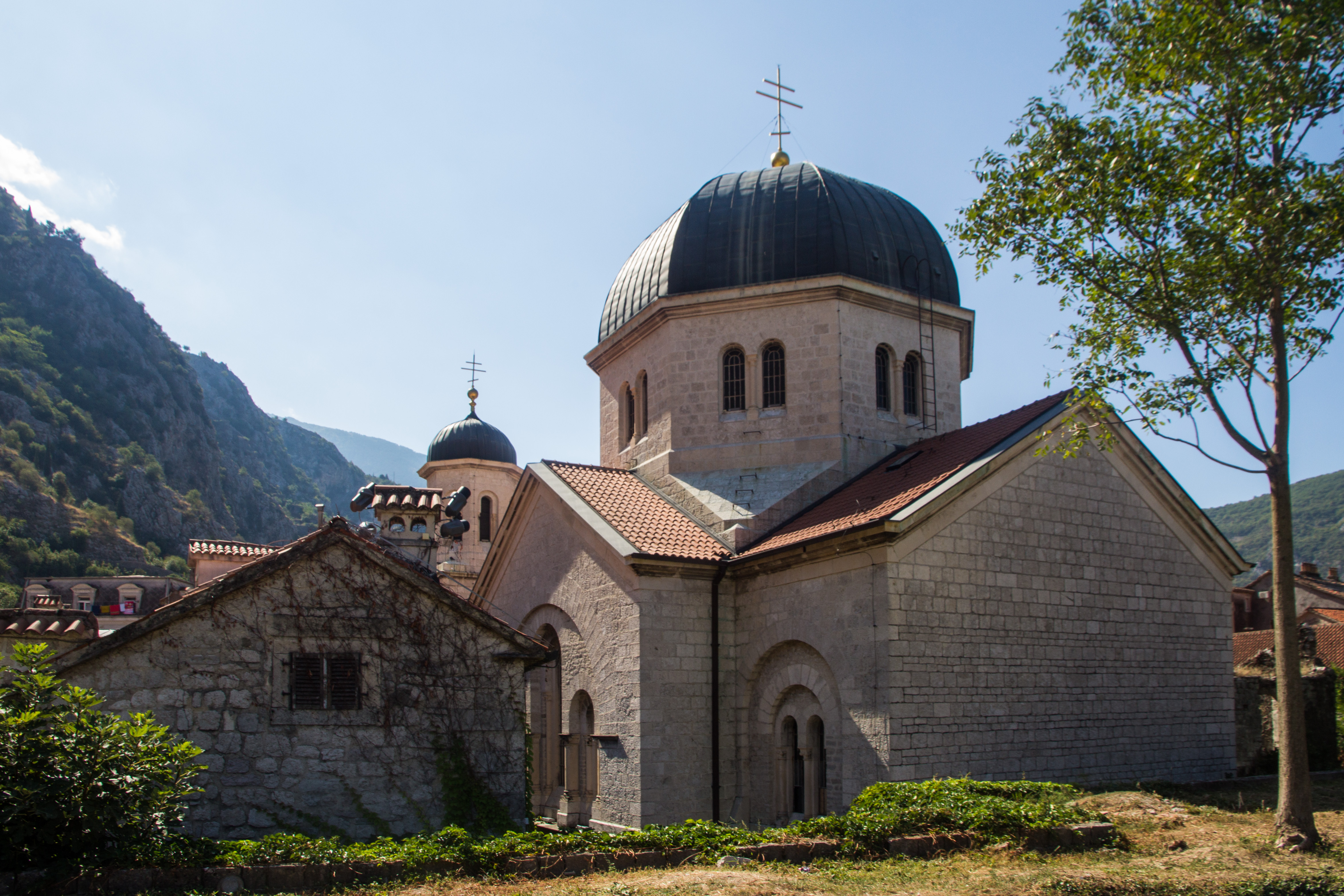
Cerkiew widziana od północy (2015)
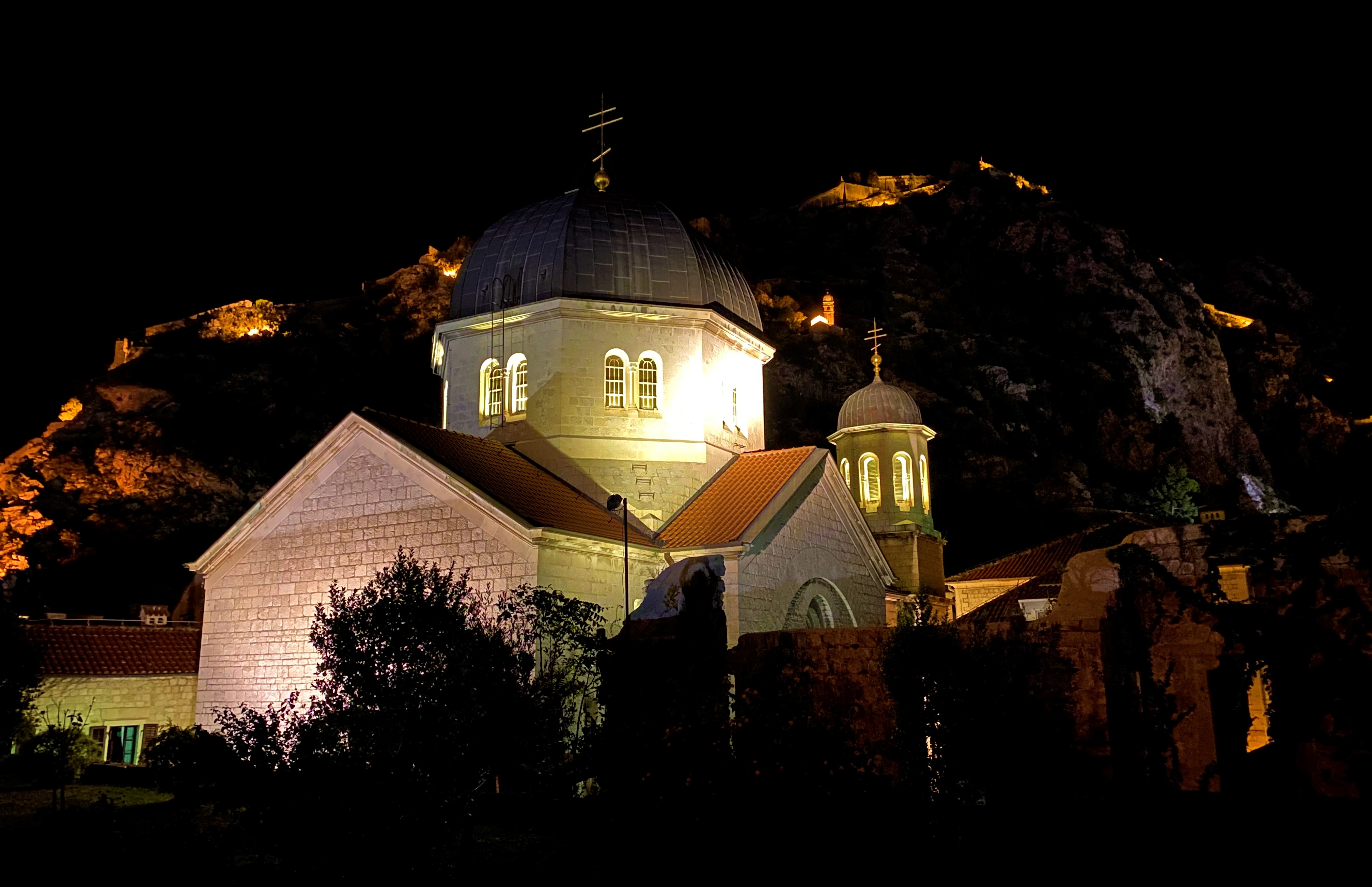
Cerkiew widziana nocą (2020)